# Nguyễn Thanh Huệ
Nguyễn Thanh Huệ (ur. 2003) – wietnamska zapaśniczka walcząca w stylu wolnym. Złota medalistka mistrzostw Azji Południowo-Wschodniej w 2022 roku.